# توموكو ساوادا
توموكو ساوادا (باليابانية: 澤田知子؛ بالكانا: さわだ ともこ) هي مصورة يابانية، ولدت في 1977 في كوبه في اليابان.